# Alenush Terian
Alenush Terian (Teerã, 9 de novembro de 1920 - Teerã, 4 de março de 2011) foi a primeira mulher iraniana a ser astrônoma e física.